# John Cradlebaugh

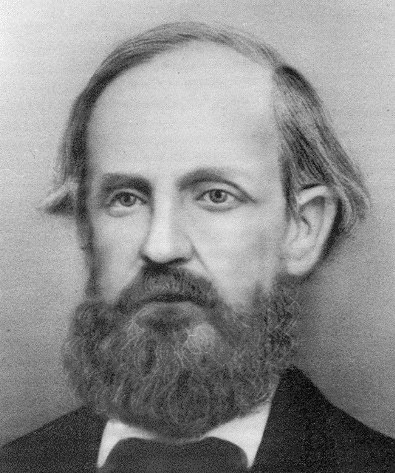
John Cradlebaugh

John Cradlebaugh (* 22. Februar 1819 in Circleville, Ohio; † 22. Februar 1872 in Eureka, Nevada) war ein US-amerikanischer Politiker. Zwischen 1861 und 1863 vertrat er das Nevada-Territorium als Delegierter im US-Repräsentantenhaus.

## Frühe Jahre und juristische Laufbahn
John Cradlebaugh besuchte die öffentlichen Schulen seiner Heimat und danach das Kenyon College sowie die Oxford University in Ohio. Nach einem anschließenden Jurastudium wurde er 1840 als Rechtsanwalt zugelassen. Im Juni 1858 wurde er zum Bundesrichter im Bereich des heutigen Staates Utah ernannt. Dort verhandelte er einige Gewaltverbrechen und Massaker. Es gab aber keine Verurteilungen in diesen Fällen, weil die Geschworenen zu keinem Schuldspruch kamen. In seinem Bestreben, Recht und Ordnung in seinem Bereich wiederherzustellen, setzte er auch Bundestruppen ein und terrorisierte dabei die Bevölkerung. Sein Vorgehen stieß auf den Widerspruch des Territorialgouverneurs Alfred Cumming und des US-Justizministers Jeremiah S. Black. Cradlebaugh zog danach nach Carson City im heutigen Nevada.

## Politiker und Offizier
Nach der Gründung des Nevada-Territoriums wurde er als unabhängiger Kandidat zum Delegierten im US-Repräsentantenhaus gewählt. Dieses Mandat übte er zwischen dem 2. Dezember 1861 und dem 3. März 1863 aus. Gleichzeitig war er noch Offizier der Unionsarmee während des Bürgerkriegs. Im Verlauf der Schlacht um Vicksburg wurde er verwundet, woraufhin er im Oktober 1863 aus dem Militärdienst ausschied.
Im Jahr 1862 wurde Cradlebaugh nicht mehr in den Kongress gewählt. Sein Delegiertensitz ging an den Republikaner Gordon Newell Mott. Cradlebaugh ließ sich in Eureka nieder, wo er im Bergbau tätig wurde. Dort ist er an seinem 53. Geburtstag auch verstorben.